# Metacritic
Metacritic er en hjemmeside, som samler omtaler om musikalbum, computerspil, film, tv-serier, dvd-er og bøger. Hvert produkt får en pointsum regnet ud fra hver omtale, som er tilgængelig. Farverne grøn, gul og rød bruges for at vise kritikerens mening. Dette viser produktets modtagelse.
| Internet | Spire Denne internet-relaterede artikel er en spire som bør udbygges. Du er velkommen til at hjælpe Wikipedia ved at udvide den. |